# Église de Barret-de-Lioure
Pour les articles homonymes, voir Église Saint-Laurent.
L'église de Barret-de-Lioure est une église catholique située à Barret-de-Lioure, dans la Drôme en France.

## Administration
L'église est située dans le département français de la Drôme, sur la commune de Barret-de-Lioure. Dédiée à saint Laurent, elle fait partie de la paroisse de Saint Joseph des Baronnies, diocèse de Valence.

## Historique
L'édifice a été inscrit au titre des monuments historiques de 1926 à 2016.